# Donald Halliday
Pour les articles homonymes, voir Halliday.
Donald Halliday est un monteur américain.

## Filmographie
- 1943 : Les Trois Caballeros
- 1947 : Mélodie Cocktail
- 1950 : Cendrillon
- 1953 : Peter Pan
- 1955 : La Belle et le Clochard
- 1959 : La Belle au bois dormant
- 1961 : Les 101 Dalmatiens
- 1963 : Merlin l'Enchanteur